# As Light Dies
As Light Dies es una banda de metal extremo con un sonido ecléctico formada en 1999, inicialmente como una banda de versiones de Opeth, Gorguts, Dream Theater y Fates Warning hasta que en 2003 empezaron a a hacer composiciones propias, siendo además una de las pocas bandas españolas dentro del estilo del metal vanguardista.
La banda se fundó en Madrid, aunque la mayoría de sus integrantes pertenecen a la provincia de Guadalajara. Su gramática musical apunta hacia canciones con temática misteriosa, macabra, triste histórica y filosófica; siempre dentro de un estilo mosaico vanguardista/no comercial que al mismo tiempo resulte cercano al oído. Tales premisas darán como resultado el denominado movimiento Eclectic Mineral; que representa tanto la búsqueda de un nuevo concepto artístico, como la desintegración de la etiqueta o estílema musical.

## Música
La fusión de varios estilos y la pretensión de crear uno nuevo son las directrices de la banda. Por eso se utiliza una instrumentación atípica con sonoridades dispares como: guitarras distorsionadas y limpias, líneas bajistas de influencia jazz, teclados de influencia minimalista, texturas electroacústicas, baterías extremas y progresivas; violín que aporta elementos de la música folklore, clásica y contemporánea; instrumentos de diferentes culturas como la flauta barroca, digeridoo y buzuki; combinando diferentes tipos de voces. Este espectro musical es aplicado para crear música extrema. Así nace el concepto del Eclectic Mineral, movimiento artístico al que la banda pertenece. El idioma utilizado en las letras es principalmente el inglés, aunque también se han utilizado ocasionalmente el español, el francés y el italiano.

## Biografía
Durante los primeros años en los que el proyecto de As Light Dies se tomó como una banda de canciones propias se grabaron dos demos: The Sinking of Atlantis en el 2003, y The Painter's Curse en el 2004. La tercera demo, que es su primera grabación oficial se graba durante el verano de 2004 (3 Views of an End: A Trip to Nowhere). Es auto editada y distribuida por la banda recibiendo muy buenas críticas en los medios. 
Pero no será hasta 2005 que As Light Dies graba su primer álbum titulado A Step Through the Reflection, que es editado a principios de 2007 por Mondongo Canibale Records y todas las críticas en los medios de multitud de países son muy positivas, pero antes de eso, en 2006 graban su EP denominado Gea, el cual nunca se editó. Era una grabació publicada en Internet para ser descargada gratuita por todo el mundo.
La edición de su primer álbum y las críticas permiten a la banda en 2008, As Light Dies realiza su primera gira europea, trece fechas en cinco países diferentes: España, Francia, Suiza, Holanda y Bélgica. Después de esto, finalmente As Light Dies empieza a grabar su segundo larga duración a finales de 2008 titulado Ars Subtilior from Within the Cage cuya mezcla y masterización es llevada a cabo por el productor sueco Dan Swanö, quien se encarga de la mezcla y masterización de la nueva grabación durante la primavera del 2009. 
No será hasta mayo de 2010 en el que firman con el sello BadMoodMan para sacar su segundo álbum.
Actualmente la banda está preparando nuevos temas para lo que será su tercer álbum.

## Miembros actuales
- Oscar Martin - Guitarra y voz
- Jesus Villalba - Violín
- Pablo Parejo - Batería
- Jose Yuste - Bajo
- Daniel Maqueda - Teclado

## Discografía
| Año  | Formato | Título                                | Sello Discográfico        |
| 2003 | DEMO    | The Sinking of Atlantis               |                           |
| 2004 | DEMO    | The Painter's Curse                   |                           |
| 2004 | DEMO    | 3 Views of an End: A Trip to Nowhere  | Autoeditado               |
| 2006 | EP      | GEA                                   |                           |
| 2007 | CD      | A Step Through the Reflection         | Mondongo Canibale Records |
| 2010 | CD      | Ars Subtilior from Within the Cage    | BadMoodMan Productions    |
| 2012 | CD      | Ond: Enslaved Tribute                 | Pictonian Records         |
| 2014 | CD      | TLA album vol.1                       | Maa Productions           |
| 2016 | EP      | GEA                                   | Brutal Arratia Records    |
| 2023 | CD      | The Laniakea Architecture - Volume II | Darkwoods                 |